# Gotō Katsu

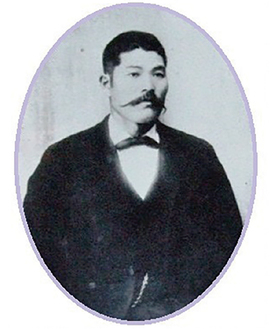
Gotō Katsu (1889)

Gotō Katsu (japanisch 後藤 濶; geboren 1862 in Ōiso, Landkreis Naka-gun, Präfektur Kanagawa, Japan; gestorben 28. Oktober 1889) war ein japanischer Unternehmer.

## Leben und Wirken
Katsuzō, bzw. Katsu Kobayakawa, war der älteste Sohn von Kobayakawa Izaemon und seiner Frau Sayo. Er galt als sehr intelligent und lernte Englisch, während er im Hafen von Yokohama arbeitete. Wie viele seiner Landsleute packte ihn das Fieber, nach Hawaii auszuwandern, um sich ein besseres Leben zu ermöglichen. Erstgeborenen Söhnen wurde die Auswanderung verwehrt, da von ihnen erwartet wurde, dass sie den Haushalt ihrer Familie übernehmen würden. Daher wurde er offiziell von Masugorō Gotō und dessen Frau Haru adoptiert und konnte so nach Hawaii einwandern.
Gotō kam am 8. Februar 1885 an Bord der „City of Tokio“ in Honolulu an. Es war das erste Schiff, das staatliche Vertragsarbeiter aus Japan brachte. Nachdem sein Vertrag mit der Zuckerplantage ʻOʻōkala im Jahr 1888 geendet hatte, eröffnete er einen Gemischtwarenladen in Honokaʻa.
Gotō war sehr erfolgreich und galt bald als Anführer der japanischen Einwanderergemeinschaft. Genau dieser Erfolg führte zu seinem Lynchmord am 28. Oktober 1889. An diesem Abend ging Gotō zu japanischen Arbeitern, die in einen Arbeitskonflikt mit ihrem Arbeitgeber, dem örtlichen Zuckerfabrikanten Robert Overend, verwickelt waren. Auf dem Rückweg von diesem Treffen wurde Gotō von sechs Männern überfallen und am nächsten Morgen an einem Telefonmast hängend aufgefunden.
Die vier Männer, die in seinem Tod schließlich wegen Totschlags verurteilt wurden, waren Joseph Mills, ein Ladenbesitzer in direkter Konkurrenz zu Gotō, sein Fuhrmann William Blabon, Overends Fuhrmann William Watson und Thomas Steele, Oberaufseher von Overends Plantage. Von diesen verbüßte nur Watson seine volle Haftstrafe. Am 23. September 1892 entkam Steele und kam als blinder Passagier auf einem Schiff nach Australien. Drei Monate später, am 15. Dezember, entkam Blabon und floh möglicherweise nach San Francisco. Zwei Jahre später wurde Mills vollständig begnadigt und seine Bürgerrechte wiederhergestellt und für „zur Ausübung von Vertrauens-, Ehren- und Profitämtern berechtigt“ erklärt.
Gotōs Nichte, Frau Dr. Fumiko Kobayakawa Kaya, gründete die Gotō-Stiftung von Hiroshima, um das Andenken und Vermächtnis ihres Onkels zu ehren und ein tragisches Ereignis in eine Kraft zur Förderung von Frieden und Verständnis zu verwandeln. Im Jahr 2010 fand anlässlich des 125. Jahrestages seiner Ankunft in Hawaii ein Gedenkgottesdienst für Gotō statt.